# حريق جبل تيبل 2021
حريق جبل تيبل كان حريقًا كبيرًا بدأ في 18 أبريل 2021 في وحول منطقة حديقة جبل تيبل الوطنية وأحياء نيولاندز وروزبانك وماوبراي ورونديبوش في كيب تاون في جنوب أفريقيا. وشملت الأضرار التي لحقت بالمواقع على جبل تيبل نصب رودس التذكاري، حيث احترق أحد المقاهي، والحرم الجامعي العلوي لجامعة كيب تاون حيث تم تدمير مكتبة المجموعات الخاصة، وطاحونة موسترت وهي طاحونة تاريخية احترقت.

## الأحداث
بدأ الحريق في صباح يوم 18 أبريل. تم تنبيه رجال الإطفاء في الساعة 08:45 صباحًا بتوقيت جرينتش (06:45 بالتوقيت العالمي المنسق). من المتوقع أن يكون حريق هائل، ومن المحتمل أن يكون قد بدأ من قبل متشرد في سكن جبلي ثم ترك دون رقابة. انتشر الحريق بسرعة عبر أشجار الصنوبر القديمة والحطام، وولد رياحه الخاصة، انتشرت الحرائق عبر حديقة جبل تيبل الوطنية، ونزولاً نحو الحرم الجامعي والمدينة. كان هناك إنذار شديد لخطر نشوب حريق في اليوم، مع ارتفاع في درجة الحرارة وانخفاض نسبة الرطوبة.
في البداية أدى الدخان الناتج والرياح الصاعدة الناجمة عن الحريق إلى منع انتشار دعم مكافحة الحرائق الجوية. في وقت لاحق شارك أكثر من 100 من رجال الإطفاء في مكافحة الحريق واستخدمت أربع مروحيات لإلقاء المياه على النار المستعرة.

## التأثير

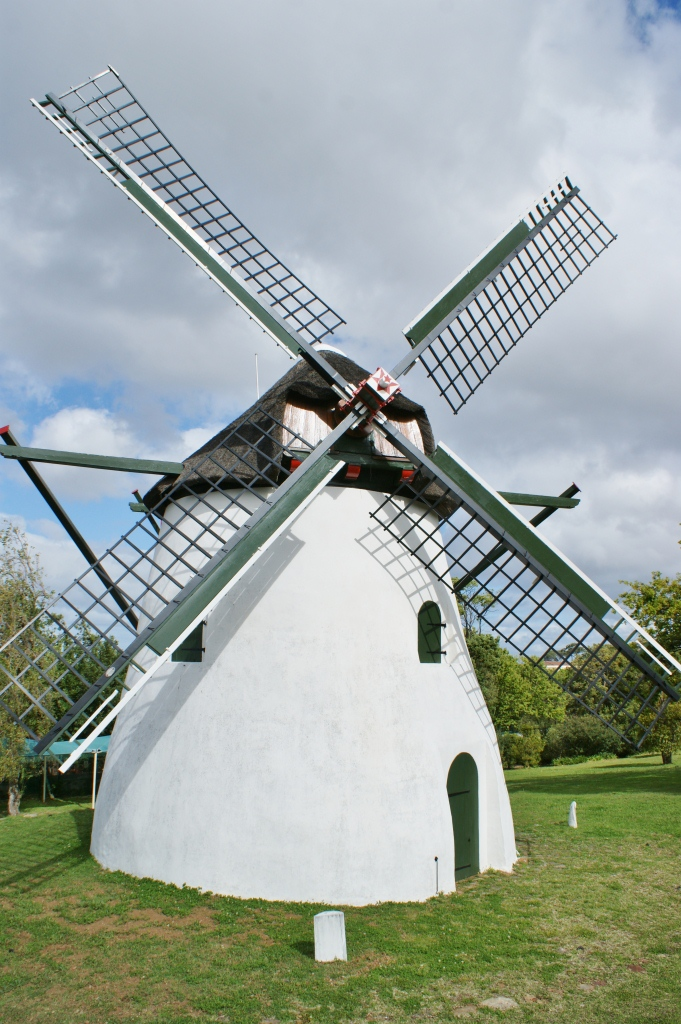
مطحنة موسترت في عام 2012، التي احترقت عام 2021

أشعل الحريق مطعمًا في نصب رودس التذكاري، وأثر على الحرم الجامعي العلوي لجامعة كيب تاون. وشمل ذلك مكتبة المقتنيات الخاصة الرئيسية، ومكتبة جاغر بما في ذلك مكتبة المجموعات الخاصة مما أدى إلى فقدان 1.300 مجموعة وأكثر من 85.000 كتاب ومواد أخرى تحتفظ بها المكتبة.
كما دمرت طاحونة موسترت وهي أقدم طاحونة هوائية عاملة في جنوب إفريقيا، بنيت عام 1796 وخلفها أربعة أكواخ من القش.
تم نقل اثنين من رجال الإطفاء إلى المستشفى بسبب الحروق. تم إجلاء مئات الطلاب من الحرم الجامعي. لم يتم الإبلاغ عن خسائر في الأرواح بحلول الساعة 18:00 بالتوقيت العالمي المنسق.
قال المتحدث باسم مركز إدارة مخاطر الكوارث في كيب تاون إنه لا يوجد سبب يدعو للقلق لدى السكان في المرحلة الحالية ودعا إلى اتخاذ تدابير وقائية مثل إغلاق جميع النوافذ وتبليل الساحات الخلفية بالمياه.

## الاستجابة

### الإخلاء
تم إجلاء أجزاء من جامعة كيب تاون وسكانها من أحياء كيب تاون في 19 أبريل 2021، حيث بدأت حرائق الغابات بالانتشار عبر منحدرات جبل تيبل الشهير في المدينة.

### رجال الإطفاء
تم نشر أكثر من 250 من رجال الإطفاء لمكافحة الحريق. أصيب اثنان من رجال الإطفاء بالمدينة واثنين من رجال الإطفاء من وكالة خارجية وتم نقلهم إلى مستشفى لتلقي مزيد من الرعاية الطبية. تم نقل اثنين من رجال الإطفاء من جهاز الإطفاء الوطني واثنين من مؤسسة خاصة إلى المستشفى من جراء الحروق.